# Capità de fragata
Capità de fragata és un rang naval en les forces navals de diversos països. El seu Codi OTAN és OF-4; i en les marines de la Commonwealth o de la Marina dels Estats Units és equivalent al rang de Comandant. A les forces de terra equival al rang de Tinent Coronel.
Se situa entre els rangs de Capità de corbeta i el de Capità.

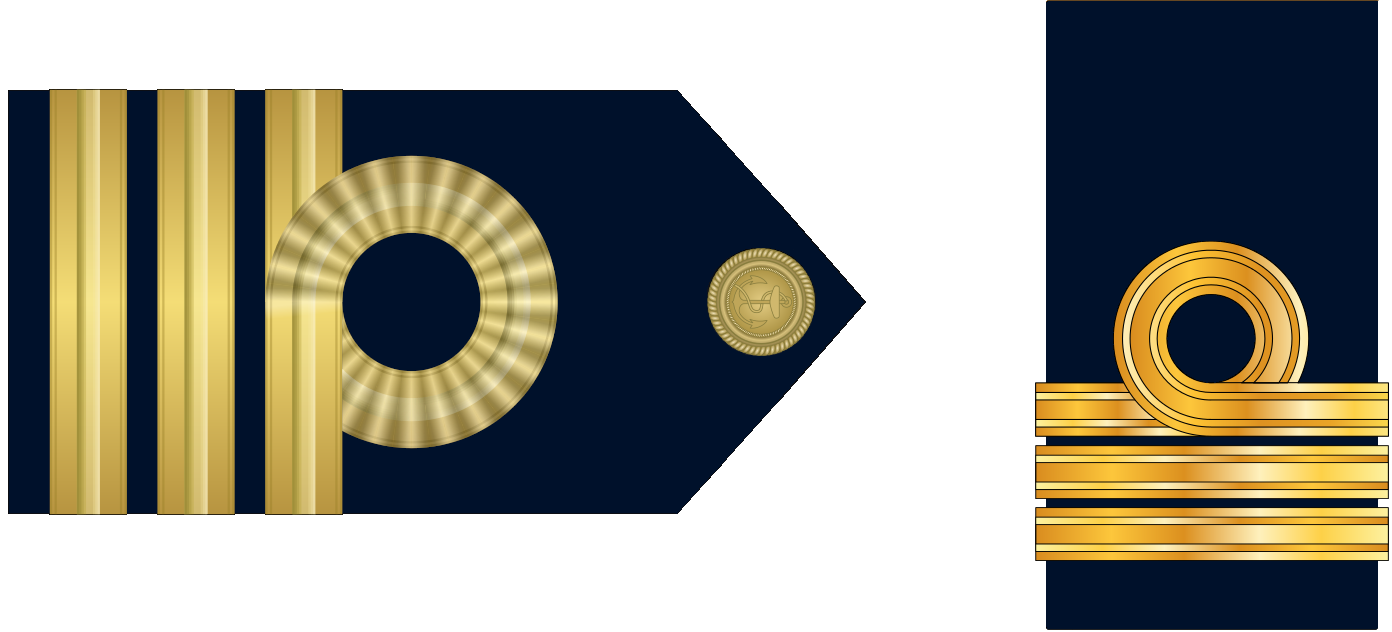
Capitán de fragata Argentina
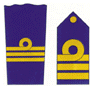
Capitán de fragata Espanya
Capitaine de frégate França
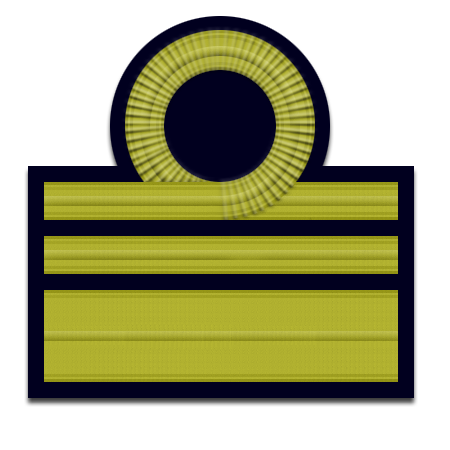
Capitano di fregata Itàlia
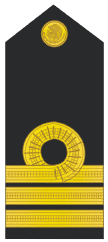
Capitán de fragata Mèxic
Capitán de fragata Perú
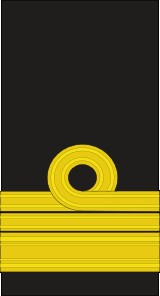
Capitão de fragata Portugal
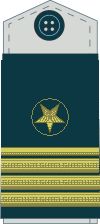
Капетан фрегате (Kapetan fregate) Sèrbia
Капитан 2-го (Capità de 2a) Unió Soviètica
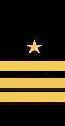
Capitán de fragata Xile